# Oswaldia
Oswaldia – rodzaj muchówek z rodziny rączycowatych (Tachinidae).

## Wybrane gatunki
- O. albifacies (Townsend, 1908)[2]
- O. anorbitalis (Brooks, 1945)[2]
- O. apicalis (Mesnil, 1957)
- O. assimilis (Townsend, 1919)[2]
- O. aurifrons (Townsend, 1908)[2]
- O. conica (Reinhard, 1934)[2]
- O. eggeri (Brauer & von Bergenstamm, 1889)
- O. gilva Shima, 1991[3]
- O. glauca Shima, 1991[3]
- O. hirsuta Mesnil, 1970[3]
- O. illiberis Chao & Zhou, 1998[3]
- O. issikii (Baranov, 1935)[3]
- O. minor (Curran, 1925)[2]
- O. muscaria (Fallén, 1810)[1]
- O. reducta (Villeneuve, 1930)
- O. sartura (Reinhard, 1959)[2]
- O. spectabilis (Meigen, 1824)
- O. valida (Curran, 1927)[2]